# Lampetis embrikstrandella
Lampetis embrikstrandella es una especie de escarabajo del género Lampetis, familia Buprestidae. Fue descrita científicamente por Obenberger en 1936.